# كلوريد النيوبيوم الرباعي
كلوريد النيوبيوم الرباعي (أو رباعي كلوريد النيوبيوم) هو مركب كيميائي لاعضوي صيغته NbCl4 ويوجد على هيئة صلب أسود.

## التحضير
يحضر هذا المركب من تفاعل كلوريد النيوبيوم الخماسي مع عنصر النيوبيوم:
{\displaystyle {\ce {4 NbCl5 + Nb -> 5 NbCl4}}}

## الخواص
يوجد المركب في الشروط القياسية على هيئة مسحوق بلوري أسود، وهو حساس للرطوبة والماء ويتفكك بالتسخين إلى كلوريد النيوبيوم الثلاثي وكلوريد النيوبيوم الخماسي.
تتكون بنيته من ثمانيات سطوح متصلة ببعض على هيئة سلسلة بوليميرية.